# Городенківський цукровий завод
Городенківський цукровий завод — підприємство харчової промисловості в місті Городенка Івано-Франківської області.

## Історія
Цукровий завод у Городенці побудований і почав роботу в 1926 році.
Після початку світової економічної кризи в 1929 році становище погіршилося. У 1930 році в місті пройшла серія демонстрацій робітників цукрового заводу, інших підприємств міста і безробітних, які вимагали робочі місця та підвищення заробітної плати. У відповідь, у вересні - жовтні 1930 року в місті була проведена поліцейська облава.
Взимку 1935 року в місті страйкували робітники цукрового заводу і робітники-будівельники. Крім того, в 1935 році тут створено профспілку працівників цукрової промисловості.
У вересні 1939 року на заводі створений робочий комітет, а потім завод був націоналізований. Пізніше, восени 1939 року Городенка була електрифікована.
В ході Другої світової війни з 5 липня 1941 до 25 березня 1944 року Городенка перебувала під німецькою окупацією. Під час окупації у місті діяла радянська підпільна група з 33 осіб, частина з якої складали робітники цукрового заводу. 25 березня 1944 року в ході бою за місто на цукровому заводі трофеєм радянських військ стали 500 вагонів з цукром, підготовлених до відправки у Німеччину.
В кінці 1944 року цукровий завод відновив роботу.
У 1946 році цукровий завод перетворено на цукровий комбінат. Виробничий план на четверту п'ятирічку (1946 - 1950 рр..) завод виконав достроково. Після завершення реконструкції підприємства, в 1955 році потужність підприємства було збільшено до 1,4 тис. тонн буряків на добу.
Згідно з семирічним планом розвитку народного господарства СРСР (1959-1965 рр.) завод був розширений - переобладнані раніше існуючі виробничі цехи й складські приміщення, поліпшено умови праці, розширено під'їзні шляхи і побудований новий цех. У 1963 році місто і підприємства підключили до єдиної електромережі країни.
Крім того, у 1960-ті роки побудований палац культури цукрового комбінату.
В цілому, в радянський час цукровий комбінат входив до числа найбільших підприємств міста.
У травні 1995 року Кабінет Міністрів України затвердив рішення про приватизацію цукрового заводу. Надалі, державне підприємство перетворено у відкрите акціонерне товариство.
У 2007 завод припинив роботу. У 2010 році завод перейшов у власність агрохолдингу «Мрія». 28 жовтня 2010 року завод відновив роботу, але вже в 2011 році знову зупинився,  залишки запасів сировини були вивезені на Бучацький цукровий завод. У серпні 2014 року агрохолдинг «Мрія» не зміг розрахуватися з кредиторами і оголосив технічний дефолт, в результаті завод перейшов у власність компанії ТОВ «Аракс Холдінгс».
Станом на початок листопада 2018 року завод не функціонував.